# Hvězdovkotvaré
Hvězdovkotvaré (Geastrales) je název řádu stopkovýtrusných hub, který zahrnuje čtyři čeledi břichatek, tj. hub s uzavřenými plodnicemi vyplněnými výtrusorodým rouškem. Jde o saprotrofní houby s dvou- či vícevrstevným obalem (okrovkou) plodnice. Vnější vrstva většinou puká několika cípy, které se poté hvězdovitě otevírají, existují ale i zástupci s nepukavou, hlízovitou plodnicí (nejčastěji jde o zástupce rodu hvězdovka, jejichž plodnice sekundárně ztratila schopnost se otevírat). Výtrusorodá výplň plodnice (tedy teřich čili gleba) je za zralosti tmavá (okrově hnědá až černá) a má prachovitou konzistenci. Výtrusy jsou zpravidla kulovité nebo skoro kulovité a mají značně členitý reliéf. Do substrátu (humusem bohaté půdy, tlejícího dřeva apod.) často vrůstají silnými myceliálními svazky (rhizomorfami). Je u nich častá produkce krystalů šťavelanu vápenatého.
Ekologicky jde o značně různorodou skupinu: jsou známy suchomilné pouštní druhy i druhy z deštných pralesů, druhy vázané na zásadité i kyselé substráty, druhy chladnomilné i tropické. Rod hvězdovka (Geastrum) je z rodů řazených do tohoto řádu zdaleka druhově nejbohatší – zahrnuje skoro 150 popsaných druhů, přičemž další jsou stále popisovány. V České republice se lze setkat asi s 20 druhy hvězdovek, vzácně též s příbuznou mnohokrčkou (Myriostoma) a s droboučkým hrachovcem (Sphaerobolus).
 

Do řádu jsou řazeny čtyři čeledi, a to hvězdovkovité (Geastraceae), Schenellaceae, hrachovcovité (Sphaerobolaceae) a Sclerogastraceae. Řád byl v současném pojetí ustanoven v roce 2006 v publikaci vycházející z výsledků fylogenetických analýz a z porovnání morfologie těchto a dalších břichatkovitých hub, zejména pýchavek, s nimiž byly do té doby hvězdovkotvaré často spojovány.

Ukázky hvězdovkotvarých hub a jejich morfologie
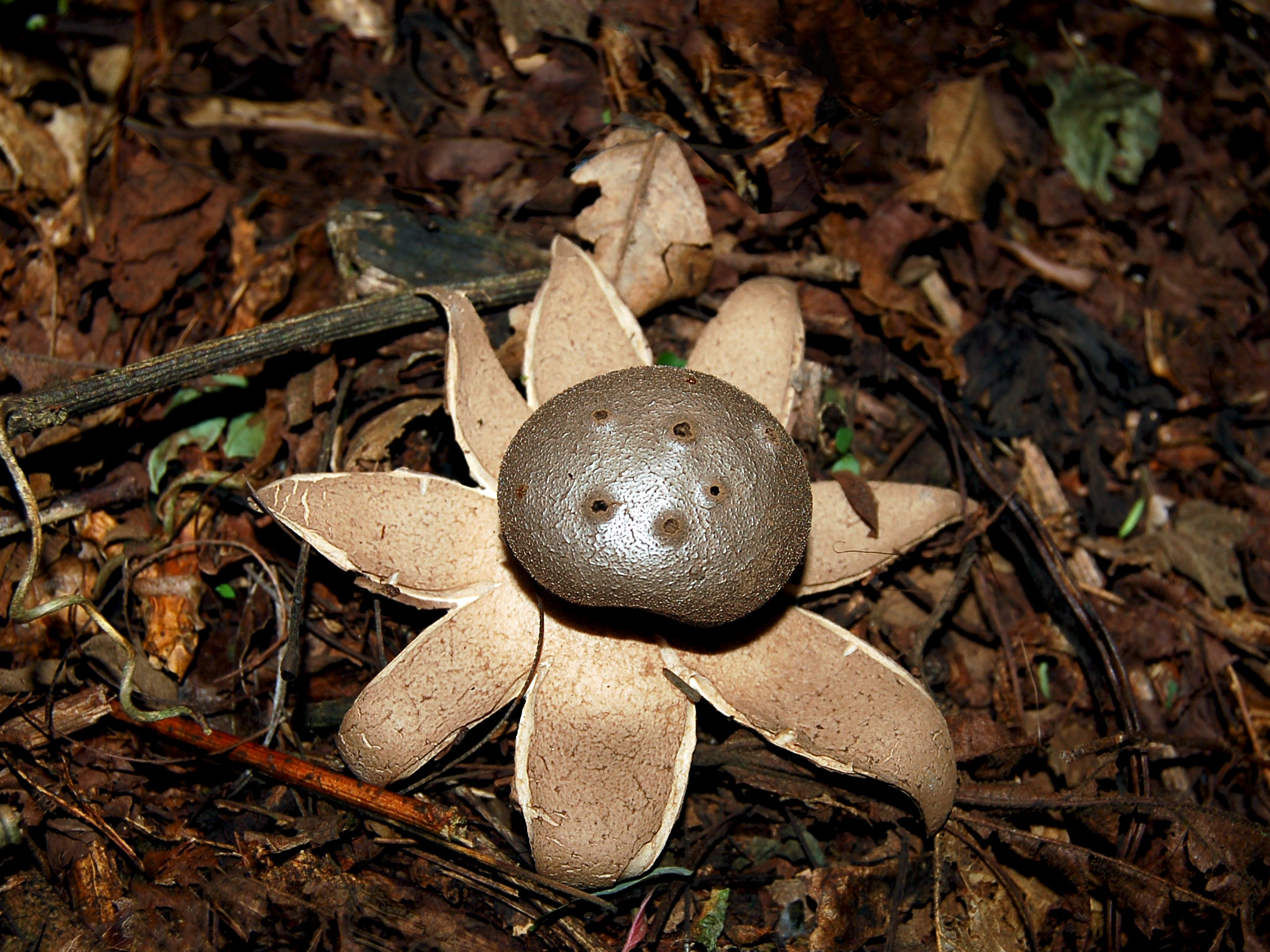
Mnohokrčka dírkovaná
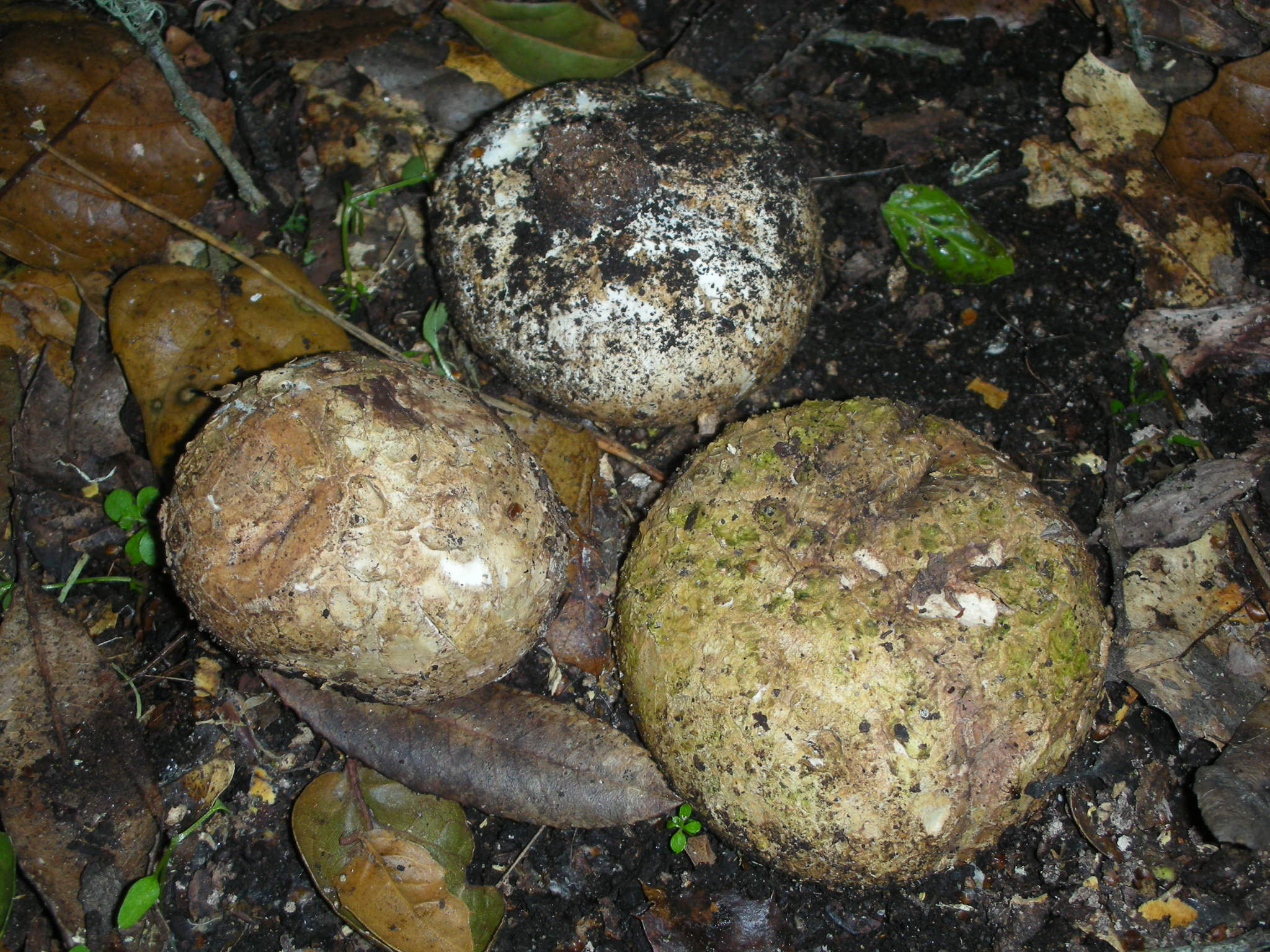
Hvězdovka Geastrum fuscogleba s nepukající plodnicí
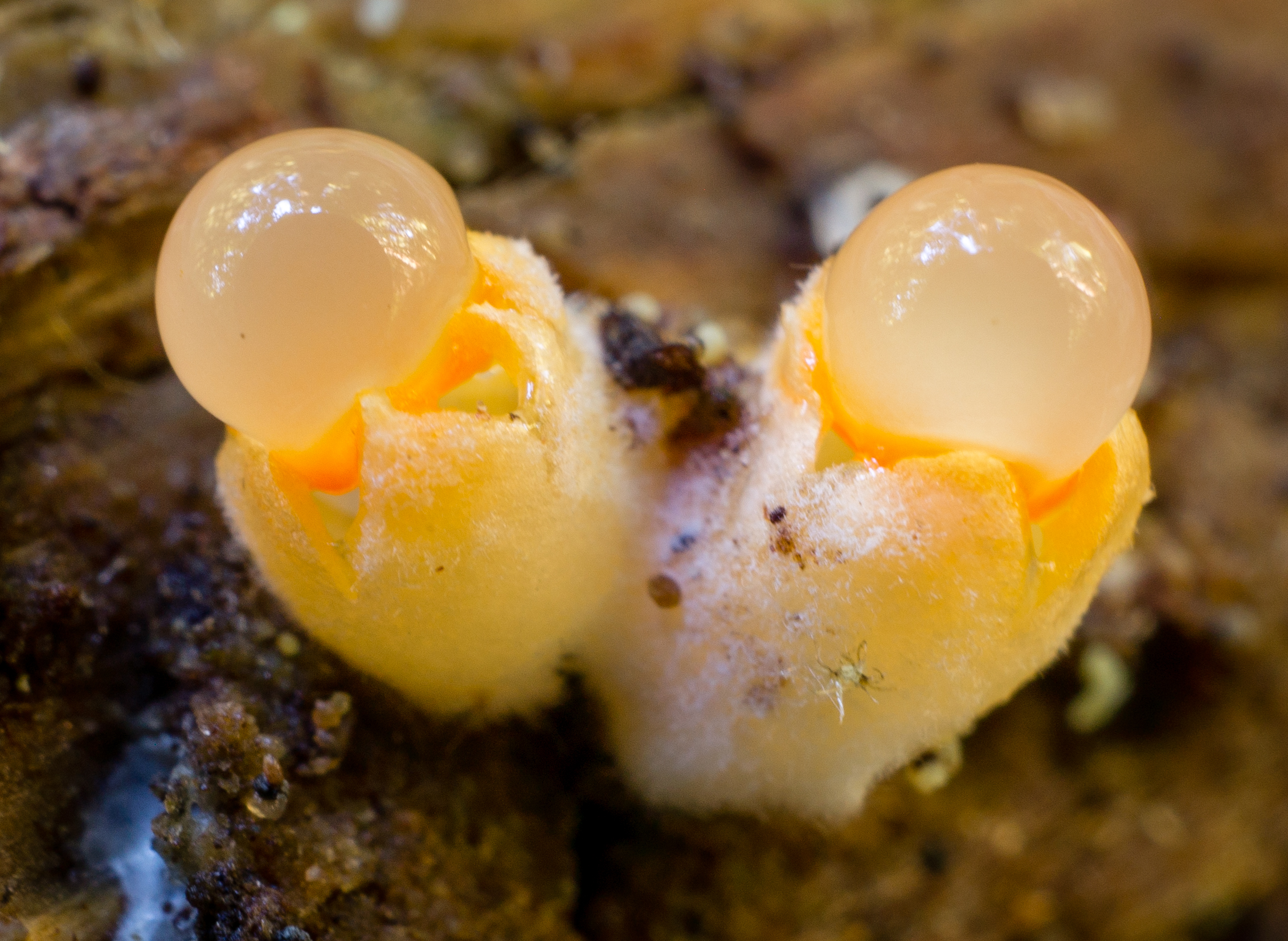
Hrachovec hvězdovitý
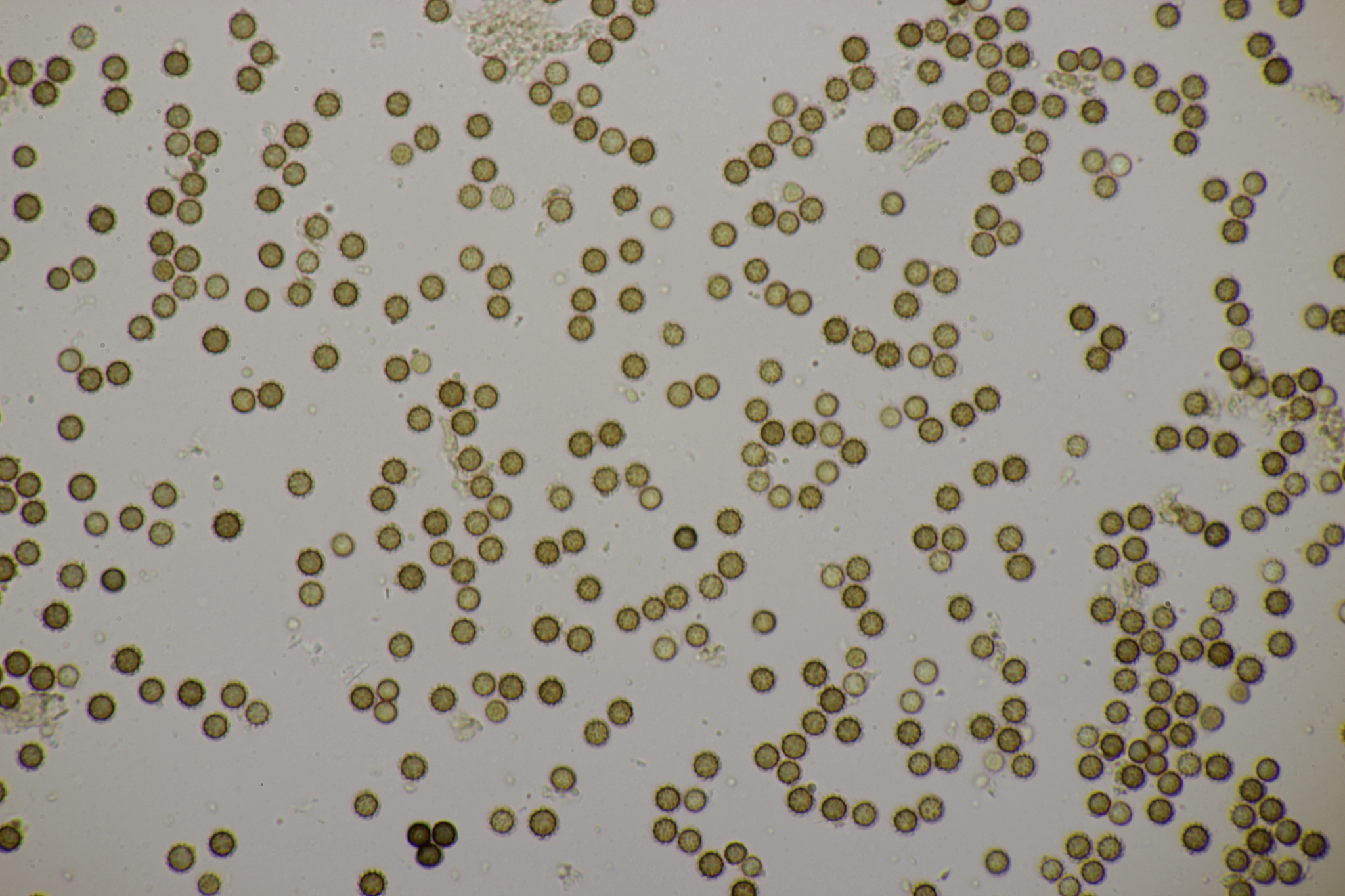
Výtrusy hvězdovky trojité